# Антимонит
Антимони́т (от лат. antimonium «сурьма»), или сурьмя́ный бле́ск, стибни́т — минерал химического состава Sb2S3 (сульфид сурьмы(III)), содержащий 71,38 % Sb, 28,62 % S (массовые проценты). Иногда отмечаются примеси мышьяка, висмута, свинца, железа, меди, золота и серебра. Антимонитовые руды являются основным источником для получения сурьмы и её соединений.

## Свойства
Антимонит кристаллизуется в ромбической сингонии. Форма кристаллов — призматическая или игольчатая с вертикальной штриховкой вдоль граней, может образовывать веерообразные сростки, спутанно-волокнистые и зернистые агрегаты. Цвет свинцово-серый, обладают сильным металлическим блеском. Твёрдость по минералогической шкале 2—2,5, плотность 4,5—4,6 г/см³.

## Нахождение в природе
Антимонит встречается в собственно сурьмяных месторождениях (антимонито-кварцевые жилы и залежи), а также во многих сурьмяно-ртутных месторождениях. Небольшое количество антимонита находят в месторождениях реальгара и аурипигмента и иногда в золоторудных кварцевых жилах и в свинцово-цинковых месторождениях. Кроме кварца, из нерудных минералов антимониту сопутствуют барит, кальцит и флюорит.

## История и легенды
От лат. «antimonium», — устаревшего средневекового название сурьмы, которая до того носила название «королёк антимония». Антимоний — в конце XVIII века так стали называть сурьму, которая до того носила название «королёк антимония».
Французское название сурьмы antimoine можно перевести буквально: «против монахов». Существует легенда, что в XV веке настоятель монастыря Василий Валентин (Basilius Valentinus), заметив, что свиньи жиреют от потребления сурьмы, захотел испытать её действие на монахах, но те, приняв сурьмы, поголовно умирали.
Эту историю подробно описал Ярослав Гашек в своем рассказе «Камень жизни» (чеш. Kámen života, 1910).
Существует речевой оборот «разводить антимонии» («разводить антимонию»), то есть вести пустые, излишне долгие и отвлекающие от чего-либо серьёзного разговоры; проявлять излишнюю мягкость, снисходительность в отношениях с кем-либо. П. Я. Черных полагает, что происхождение этого выражения связано с упоминаемым В. И. Далем рвотным средством «антимо́нное вино» древних фармацевтов, и первоначально выражение «разводить антимонию» имело значение «готовить, давать рвотное».
Одна из других версий происхождения оборота «разводить антимонии» связана всё с той же историей про монахов. Алхимики вели долгие споры относительно лечебных свойств сурьмы, то есть «разводили антимонию». По другим источникам, выражение происходит от долгого и нудного процесса разведения и растирания лекарственных веществ, одним из которых являлась сурьма, в гомеопатии. Возможно также, что слово «антимония» в этом обороте представляет собой искажённую форму слова «антиномия» (то есть неразрешимое противоречие). Существует также версия о том, что подобное выражение возникло из-за использования антимонита в Европе начиная с эпохи Возрождения в качестве туши для ресниц — когда в ответ на вопрос, готова ли уже дама к выходу из дома, она отвечала (либо передавала через прислугу), что ещё «разводит антимонии», то есть только начала наносить косметику и будет заниматься этим ещё долго.
Стибнит — одно из старинных косметических средств. На Востоке с самых древних времён сурьмой (чаще всего в виде антимонита) женщины подводили глаза (сурьмили). Видимо, продолжая эту традицию, в средние века считалось, что стибнит обостряет и укрепляет зрение, уменьшает слезотечение и способствует росту ресниц и волос